# Чепмен, Марк (актёр)
Марк Линдсей Чепмен (англ. Mark Lindsay Chapman; род. 8 сентября 1954, Лондон, Великобритания) — британский актёр. Наиболее известен исполнением роли Джона Леннона в фильме «Глава 27». Из-за своего имени актёр имел трудности с утверждением на роль из-за негативной реакции общественности, продюсеров и родственников музыканта, так как подобное имя носит убийца Джона Леннона. Также широко известна его роль Генри Уайлда в фильме Джеймса Кэмерона «Титаник».

## Биография
Марк Линдсей Чепмен родился 8 сентября 1954 года в Лондоне. Был вторым ребёнком в семье. В 1957 году его семья переехала в Сьерра-Леоне, где Марк провёл часть детства. В начале 1960-х Чепмен снова оказался в Лондоне. После окончания школы он освоил профессию каменщика, но вскоре решил сменить сферу деятельности и поступил в школу актёрского мастерства «Guildford School of Acting», расположенную в городе Гилдфорд. С 1977 по 1985 год Чепмен играл в одном из театров Лондона.

## Кинокарьера
В 1983 году его заметила режиссёр Джейн Хауэлл и пригласила в свой фильм «Генрих VI, часть 3» по мотивам исторической хроники Уильяма Шекспира, где он исполнил небольшую роль. В том же году он исполнил роль в фильме «Макбет», малоизвестной экранизации пьесы Шекспира. В 1985 году Чепмен прошёл кастинг на роль Джона Леннона в биографическом фильме «Джон и Йоко: История любви» об истории знакомства и любви Леннона с Йоко Оно. Продюсеры фильма, как и вдова Леннона, были впечатлены игрой Чепмена, и его кандидатура на роль Леннона в итоге была утверждена. Во время проб Марк Линдсей Чепмен скрыл своё настоящее имя, выбрав в качестве сценического псевдонима Марк Линдсей. Но после того, как Йоко Оно и продюсеры фильма узнали его настоящее имя, вдова Леннона, имевшая отношение к производственному процессу фильма, настояла на замене его кандидатуры, посчитав, что «Марк Чепмен в роли Джона Леннона» звучит кощунственно по отношению к убитому музыканту. В конечном счёте руководством телекомпании «NBC» Чепмен был заменён на другого британского актёра Марка Макганна.
Тем не менее эта неудача проложила Чепмену путь в Голливуд. В качестве утешения телекомпания NBC утвердила его без кастинга на главную роль в научно-фантастическом фильме «Аннигилятор», который вышел на экраны в 1986 году. В том же году он исполнил небольшую роль в фильме «Ассасин», после чего переехал в США, где успешно выступал на сцене театра «Ensemble Studio Theatre» в городе Нью-Йорк. Его игра привлекла внимание критиков, благодаря чему он в 1986 году был удостоен театральной премии «LA Weekly Theater Award». В конце 1980-х Чепмен переехал в Лос-Анджелес, где играл на сцене театра «Zephyr Theatre» и параллельно снимался на телевидении. В этот период он принял участие в съёмках таких сериалов, как «Макс Хедрум», «Даллас», «Фэлкон Крест». В 1990 году Чемпен получил главную роль в телесериале «Болотная тварь». Сериал оказался коммерчески успешным, благодаря чему было выпущено 3 сезона и 72 эпизода, в которых неизменно появлялся персонаж Марка Чепмена. В последующие годы он исполнил небольшую роль в сериале «Спасатели Малибу», роль Ника Хоупвелла в мини-сериале «Лангольеры», телеэкранизации одноимённой повести Стивена Кинга. В 1995 году Чепмен исполнил роль второго плана в фильме Отдельная жизнь, который несмотря на неплохой актёрский состав не имел коммерческого успеха. После этого Чепмен снова ушёл на телевидение, где принял участие в съёмках сериалов «Она написала убийство», «Чудеса науки», «Лоис и Кларк: Новые приключения Супермена», «Горящая зона», «Военно-юридическая служба». В 1996 году Марк попал в проект «Титаник». Актёр прошёл кастинг и получил в итоге второплановую роль офицера Генри Уайлда. После грандиозного коммерческого успеха фильма Чепмен исполнил одну из главных ролей в фильме «Легенда мумии», но потом снова ушёл на телевидение. В 2000-х он продолжал много сниматься в сериалах («Найтмэн», «Полтергейст: Наследие», «Зачарованные», «Крутой Уокер: Правосудие по-техасски», «Детектив Нэш Бриджес», «Дни нашей жизни», «Молодые и дерзкие»).
В 2007 году его агент отдал запись с его игрой режиссёру Джаретту Шэферу, который искал актёра на роль Джона Леннона в своём фильме «Глава 27». Шэфер был впечатлён игрой Чепмена, но продюсеры в очередной раз забраковали его кандидатуру, посчитав что Марк Чепмен в роли Джона Леннона в фильме, который полностью посвящён личности его убийцы, — прямая ирония по отношению к судьбе музыканта. Лишь после долгих переговоров Марк Линдсей Чепмен был утверждён на роль Леннона, в итоге сыграв свою самую знаменитую и самую неоднозначную роль в карьере. Несмотря на то, что пик известности актёра пришёлся на этот период, из-за негативных отзывов кинокритиков после съёмок в этом фильме Чепмен завершил карьеру, возобновив её в 2011 году. На протяжении последующих 6 лет Чепмен участвовал преимущественно в direct-to-video фильмах и других малобюджетных проектах.